# Sphyrometopa
Sphyrometopa är ett släkte av insekter. Sphyrometopa ingår i familjen vårtbitare.
Kladogram enligt Catalogue of Life:
| Sphyrometopa | \| \| Sphyrometopa atlantica \| \| \| \| \| \| Sphyrometopa femorata \| \| \| \| |
|              | \| \| Sphyrometopa atlantica \| \| \| \| \| \| Sphyrometopa femorata \| \| \| \| |
|              | Sphyrometopa atlantica                                                           |
|              |                                                                                  |
|              | Sphyrometopa femorata                                                            |
|              |                                                                                  |